# Intelligo, ut credam
Intelligo ut credam або Розумію, щоб вірити — латинський вираз, що буквально означає «я бачу це, тому в це можу повірити».
Цей вираз був введений в богослов'я на противагу висловлювання Ансельма Кентерберійського Credo, ut intelligam («Я вірю для того, щоб розуміти»), щоб вирішити проблему не-пізнаванності трансцендентного Бога.
Ґрунтувався на концепції філософії Платона: Ви повинні мати знання про світ (або ідеї), щоб людина прийшла до віри в Бога.
Вважається, що цей вираз ввів в філософію німецький реформатор Томас Мюнцер.